# 미나토촌 (미에현)
미나토촌(港村)은 미에현 이난군에 있던 촌이다. 현재의 마쓰사카시에 해당한다.

## 역사
- 1889년 4월 1일 - 정촌제 시행에 의해 이타카군 미나토촌이 성립하였다.
- 1896년 4월 1일 - 군제 시행에 의해 이난군으로 변경되었다.
- 1954년 10월 15일 - 마쓰사카시에 편입해, 동일 미나토촌은 폐지되었다.

## 교통

### 철도
현재 구 촌역은 일본국유철도 산구선 (현 기세이본선) 및 긴테쓰 야마다선이 통과하지만, 당시엔 미개통

## 참고문헌
- 『가도카와 일본 지명 대사전 24 三重県』。